# Grand Châtelet
El Gran Châtelet (en francés: Grand Châtelet) de París fue una fortaleza construida por Louis VI, en la orilla derecha del Sena, en la desembocadura de la rue Saint-Denis. Fue demolido a principios del siglo XIX y fue sustituido por el actual lugar de la Place du Châtelet. Albergaba la sede de la policía, las mazmorras y de la primera morgue de la capital.

El Gran Chatelet era, después de la horca de Montfaucon, el edificio más siniestro de París, tanto por su fisonomía y su destino como su vecindad, que hizo este barrio el entorno más fétido de la capital.
Le Grand-Châtelet fut, après le gibet de Montfaucon, l'édifice le plus sinistre de Paris, tant par sa physionomie et sa destination que par son voisinage qui faisait de ce quartier l'endroit le plus fétide de la capitale

Desde el siglo IX, los accesos a los dos puentes que conectaban la île de la Cité  de París con las riberas del Sena, estaban protegidos por dos châtelets, primero en madera, después en piedra: el Gran Châtelet, al norte, para proteger el acceso al Gran Puente (ahora el Pont au Change); y el Petit Châtelet, hacia el sur, para proteger el acceso al Petit-Pont. En París, cuando se utiliza el nombre de  «Châtelet» sin más detalles, siempre es el Gran Châtelet.

## Historia

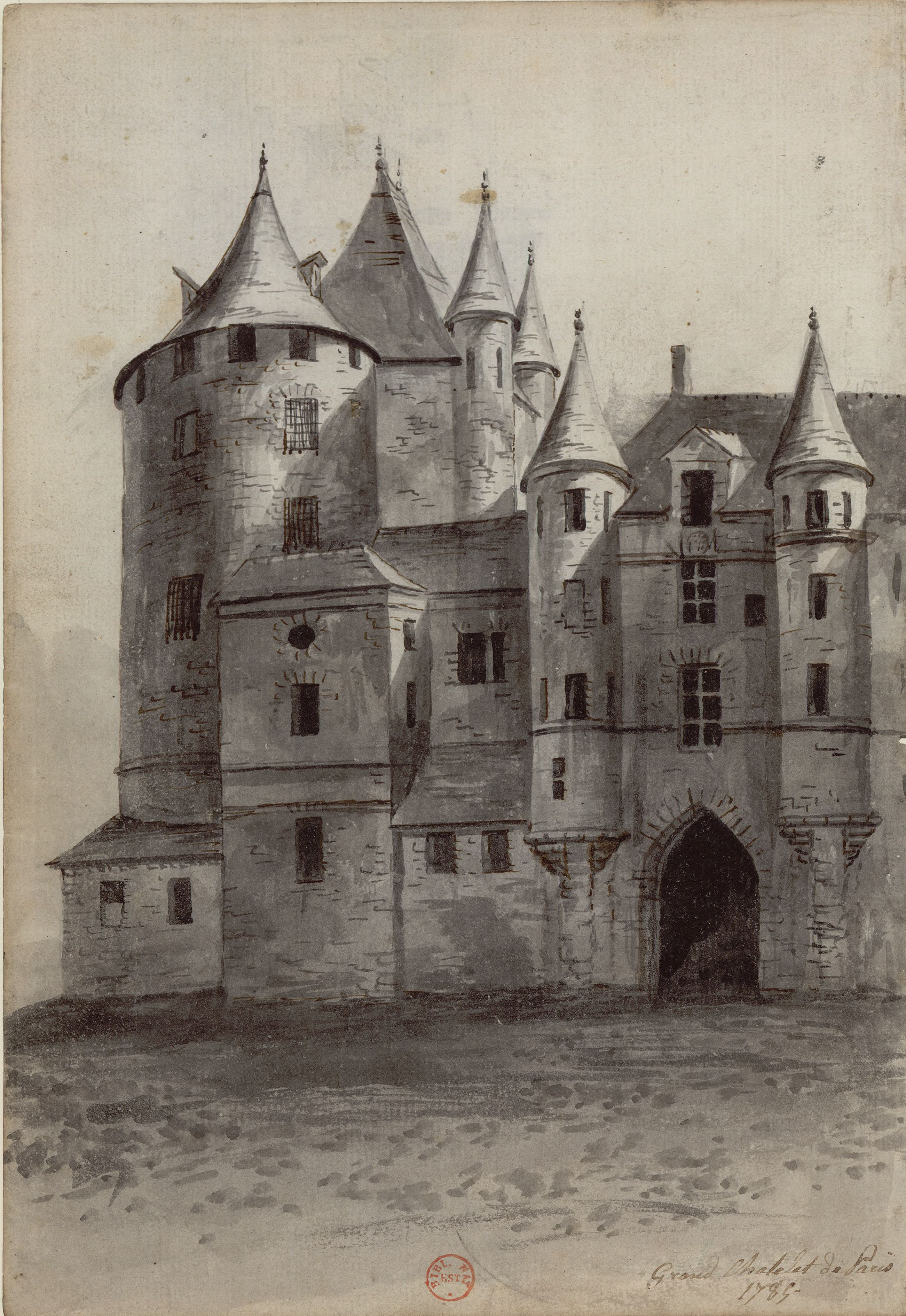
Le Grand Châtelet de Paris.

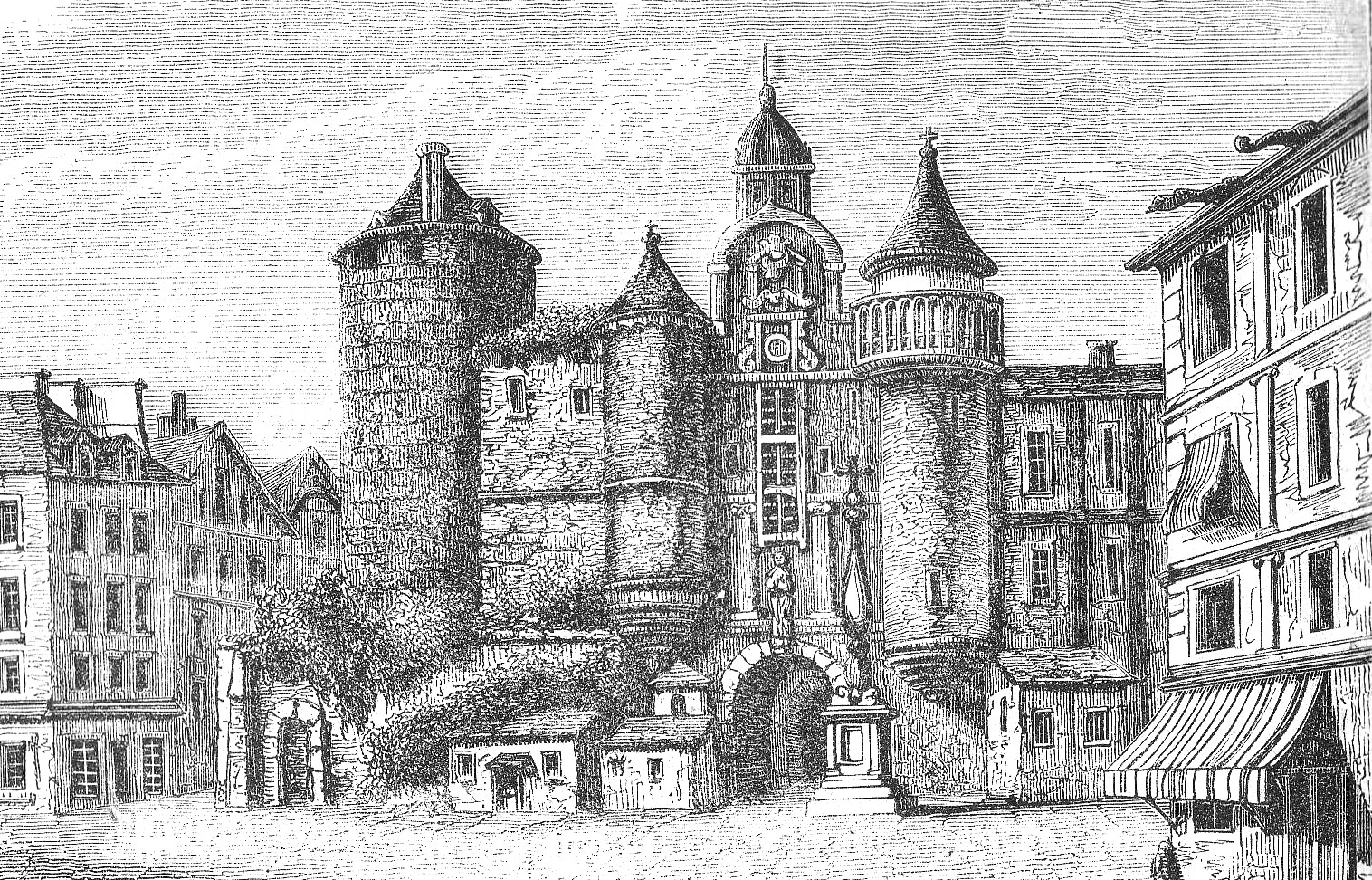
Le Grand Châtelet de Paris vers 1800.

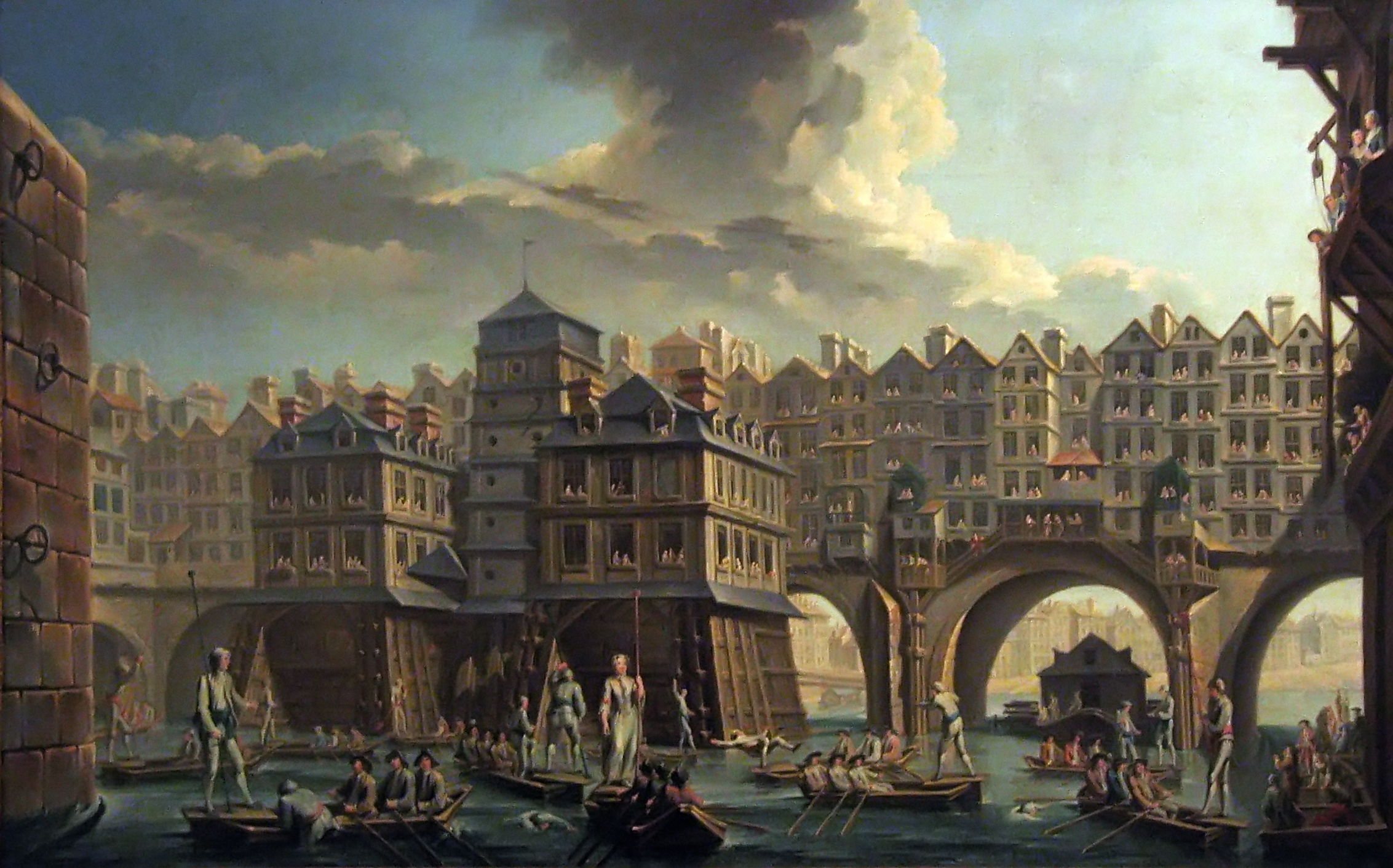
Le Pont au Change peint en 1756 depuis le Pont Notre-Dame par Raguenet.

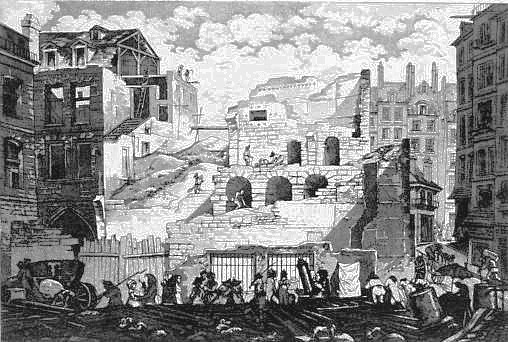
Demolición del Grand Châtelet en 1808.

Desde el siglo IX la Isla de la Cité, en París, estaba rodeada de murallas flanqueadas por torres irregulares, todas ellas de madera. Se podía acceder a la ciudad por dos puentes. Uno al norte, donde se halla actualmente el Pont au Change, y otro en el sur en el lugar del Petit Pont. Las entradas de estos dos puentes estaban ya, y probablemente antes de esa época, defendidas por unos castilletes; uno, el del norte se llamaba el gran Châtelet, el otro, el del sur, el pequeño Châtelet. El gran Châtelet era una fortaleza casi cuadrada con un patio en el centro y puertas encubiertas. En ambos ángulos había dos torres que custodiaban los arrabales. El pequeño Châtelet no era, en realidad, más que una puerta, con una estancia en los bajos y dos torres a cada lado.

## Durante el Antiguo Régimen
Reconstruido en piedra después de las incursiones normandas, el gran Châtelet resultó inútil al construirse la fortaleza que hizo erigir Felipe Augusto. El gran Châtelet fue adjudicado, entonces, al prebostazgo de París, a cargo de la policía y de la justicia criminal, con cárceles y salas de tortura. El Châtelet de París se dividió en el gran y pequeño Châtelet hasta 1780. La cárcel del pequeño Châtelet fue reemplazada por la Prison de la Force.

## Durante la Revolución
El Châtelet albergaba 305 prisioneros en mayo de 1783, 350 en mayo de 1790. Los detenidos y encarcelados en el Châtelet eran considerados como grandes criminales: el 13 de julio de 1789, los amotinados abrieron las puertas de la prisión, pero no quisieron, bajo ningún concepto, atacar al Châtelet y se negaron a liberar a los prisioneros.
Tras haber sido juzgados los primeros acusados del crimen de lesa nación, la corte de justicia del Châtelet se suprimió de acuerdo con una votación llevada a cabo el 25 de agosto de 1790, cesando sus funciones el 24 de enero de 1791. Pero la cárcel, como tal, subsistió. Después de las Masacres de septiembre (1792), 269 personas fueron detenidas y encarceladas en el Châtelet, de 215 a 220 prisioneros fueron degollados por los amotinados. Todos eran reconocidos criminales, pero algunos de ellos no habían tomado parte en las conspiraciones aristocráticas.
El pequeño Châtelet fue demolido en 1780 y el gran Châtelet fue destruido en 1808 por orden de Napoleón. Sobre las ruinas del gran Châtelet se construyó la Plaza del Châtelet y el Teatro del Châtelet, que fue inaugurado en 1862.